# Walter Schroeder (Politiker)
Walter Schroeder (* 13. Juli 1894 in Vegesack; † 11. November 1976) war ein deutscher Politiker (FDP) und Mitglied des Hessischen Landtags.
Walter Schroeder besuchte die Realschule in Wiesbaden-Biebrich und das Reformrealgymnasium in Wiesbaden bis zur Primareife. 1916 bis 1919 leistete er Kriegsdienst. 1913 bis 1924 arbeitete er in Banken und der Industrie. 1924 bis 1933 war er hauptamtlicher Geschäftsführer der Deutschen Volkspartei. Nach der „Machtergreifung“ der Nationalsozialisten konnte er seine politische Arbeit nicht fortsetzen, wurde jedoch (am 1. April 1933) Mitglied der NSDAP (Mitgliedsnummer 1.811.761). Er war 1933 bis 1934 zunächst Journalist, bevor er 1934 bis 1945 leitende Stellungen beim Reichsluftschutzbund innehatte. 1946 war er zunächst Gartenbauhilfsarbeiter und 1947 Bauhilfsarbeiter, bevor er 1948 Geschäftsführer der FDP-Landtagsfraktion wurde.
Am 25. August 1951 rückte er für Wilhelm Seipel in den Hessischen Landtag nach. Mit dem Ende der zweiten Legislaturperiode schied er am 30. November 1954 aus, rückte aber auch in der dritten Wahlperiode (diesmal am 14. Oktober 1957 für Oswald Adolph Kohut) nach und blieb bis zum 30. Dezember 1958 Abgeordneter.